# Prova (ordinamento penale italiano)
Le prove nel diritto processuale penale italiano sono disciplinate dal Libro III del codice di procedura penale italiano.

## Generalità

### Definizione normativa
L'art.187 comma c.p.p., norma di apertura del Titolo I, chiarisce che
2. Sono altresì oggetto di prova i fatti dai quali dipende l'applicazione di norme processuali.
3. Se vi è costituzione di parte civile (76 s.), sono inoltre oggetto di prova i fatti inerenti alla responsabilità civile derivante dal reato (74; 185 c.p.).»
(Art.187 c.p.p. - Oggetto della prova)

### Classificazione
La prova nel diritto processuale penale può esser ricondotta a tre gruppi:
- complesso dei dati storici: integrano la fattispecie giudiziale che si enuncia nel capo d'imputazione, ovvero la dimostrazione che un imputato ha commesso materialmente e storicamente ciò che gli viene imputato;
- prova della punibilità ex art. 133 c.p.: dato che i dati storici non sono sufficienti a provare la colpevolezza dell'imputato, devono assumersi prove che escludano cause di giustificazione, cause di non punibilità ed infine la capacità di intendere e di volere;
- fatti per la determinazione della pena: fanno parte del gruppo precedente, i fatti che sono assolutamente indispensabili per la determinazione della pena, posto che ne deriva la capacità a delinquere del soggetto e la gravità del reato.

## I mezzi di prova e di ricerca
La distinzione fra mezzo di prova e mezzo di ricerca della prova è stata introdotta dalla riforma del 1988 ed ha un'importanza elevata: 
- mezzo di prova:

(Relazione al progetto preliminare del codice del 1988)
Appare evidente, i mezzi in considerazione rappresentano direttamente all'organo giudicante il fatto da provare.
- mezzo di ricerca della prova:

(Relazione al progetto preliminare del codice del 1988)
Manca l'elemento diretto atto a convincere il giudice: una perquisizione, ad esempio, non è un mezzo di prova, ma è diretto a ricercare prove.
Un'altra distinzione può farsi fra prova ed elemento di prova: quest'ultimo viene acquisito durante le indagini preliminari, ma acquista qualità probatoria solo se assunto in fase dibattimentale, salvo che non venga effettuato l'incidente probatorio.

## Tipologie

### Prova materiale
Si tratta di oggetti direttamente connessi ai fatti, prelevati dalle forze di polizia italiane e custoditi dall'autorità giudiziaria, oppure di rilievi di polizia scientifica su tali oggetti.

### Prova critica (o indizio)
La Prova critica (o indizio) consiste in quel ragionamento che da un fatto provato (la cosiddetta circostanza indiziante) ricava l'esistenza di un ulteriore fatto da provare; questo può essere sia il fatto addebitato all'imputato (cosiddetto fatto principale), sia un fatto secondario (ossia un'altra circostanza indiziante). Il collegamento fra la circostanza indiziante e l'ulteriore fatto da provare è rappresentato da un'inferenza, la quale è fondata o su una massima d'esperienza o su una legge scientifica. L'indizio è funzionale alla ricostruzione di un fatto storico esclusivamente quando esistano altre prove che escludo una diversa ricostruzione dell'accaduto; ciò si desume dall'art. 192, comma 2, c.p.p., il quale afferma che "l'esistenza di un fatto non può essere desunta da indizi a meno che questi non siano gravi, precisi e concordanti". Da questa disposizione si ricava, in primis, che un solo indizio non permette di accertare un fatto; dalla stessa si ricavano, inoltre, le caratteristiche che debbono assumere le varie prove critiche affinché possano essere poste a fondamento del fatto storico che deve essere provato; esse devono essere:  
- Gravi: sono tali quegli indizi che abbiano un elevato grado di persuasività, in quanto resistenti alle obiezioni;

- Precisi: sono tali quegli indizi che sono stati ampiamente provati;
- Concordanti: sono tali quegli indizi che si orientano verso una medesima conclusione.

Le prime due caratteristiche attengono ai singoli indizi, mentre il terzo si riferisce alla totalità delle prove critiche a disposizione del giudice per la ricostruzione del fatto storico.

### Prova storica (o rappresentativa)
La Prova storica (o rappresentativa) consiste in quel ragionamento che da un fatto noto (ad esempio ciò che riferisce un testimone nel corso di una deposizione) ricava, per rappresentazione appunto, l'esistenza di un fatto da provare. Tale tipologia probatoria si distingue dalla prova critica in ragione non dell'oggetto da provare (che può essere sia il fatto principale, che uno secondario, quindi una circostanza indiziante), bensì della struttura del procedimento logico che è sotteso a questa tipologia probatoria: tramite la prova rappresentativa, infatti, si prova un determinato fatto storico mediante un fatto noto; tramite gli indizi, invece, un fatto storico viene provato grazie all'inferenza che lo lega ad un fatto già provato (inferenza basata su massime d'esperienza o regole scientifiche). Anche la prova storica deve essere sottoposta al vaglio di attendibilità da parte del giudice; in particolare l'autorità procedente deve effettuare un duplice controllo:
- Credibilità della fonte di prova: il giudice deve verificare, ad esempio, quanto un testimone sia stato attento allo svolgimento del fatto che ha narrato;
- Attendibilità dell'elemento di prova: il giudice, cioè, deve verificare quanto la rappresentazione del fatto ad opera della fonte di prova sia idonea a descrivere il fatto avvenuto.

### Prova atipica
Una prova si dice atipica, in senso generale e letterale, quando non trova disciplina all'interno del codice di procedura penale. 
In verità, si precisa che lo stesso termine sottintende tre diversi significati. In un primo significato è atipica quella prova che mira ad ottenere un risultato diverso da quelli perseguiti dai mezzi di prova tipizzati dal codice di procedura penale. In questo caso il significato di atipicità si riferisce alle prove innominate perché non corrispondenti a nessuno dei mezzi tipici individuati dal codice.
In una seconda accezione è atipica quella prova che si svolge con modalità diverse da quelle previste da un mezzo di prova tipico. Qui l'atipicità consiste nella diversa modalità di svolgimento, con il rischio di svuotamento del mezzo di prova tipico (con le relative garanzie: cfr., ad esempio, la ricognizione informale).
In un terzo significato è atipica quella prova che mira ad ottenere mediante un mezzo di prova tipico il risultato di un diverso mezzo di prova, esso pure tipico. L'atipicità consiste nell'usare un mezzo di prova che persegue un determinato risultato per ottenere invece il risultato di un diverso mezzo di prova tipico.
Nel secondo e nel terzo significato l'atipicità non si riferisce a strumenti non compresi nell'elenco dei mezzi tipici del codice, ma nell'impiego di mezzi tipici, rispetto ai quali la diversità dal modulo legale consiste nel fatto che vengono impiegati in una sede diversa o per un uso diverso da quelli previsti dalla legge.
L'unico articolo del codice di procedura penale che né fa menzione è l'art. 189 c.p.p. il quale dispone:
"Quando è richiesta una prova non disciplinata dalla legge, il giudice può assumerla se essa risulta idonea ad assicurare l'accertamento dei fatti e non pregiudica la libertà morale della persona.

Il giudice procede all'ammissione sentite le parti sulle modalità di assunzione della prova."
Tale articolo è connesso e rafforza l'art. 188 c.p.p.: "non possono essere utilizzati, neppure col consenso della persona interessata, metodi o tecniche idonei ad influire sulla libertà di autodeterminazione o ad alterare la capacità di ricordare e di valutare i fatti".

### Fatto notorio e massime di esperienza
Il fatto notorio è il dato di fatto che il giudice (e l'uomo medio) conosce come dato nozionistico comune e generale: rientra in tale fattispecie, ad esempio, la sussistenza di uno sciopero in un certo periodo, l'intervento di una calamità naturale, l'evento bellico, un fatto di cronaca particolarmente rilevante, una festività civile o religiosa.
L'ambito di applicazione di tale istituto, inoltre, può essere relativizzato anche a seconda del settore in considerazione: se la causa verte su uno specifico ambito tecnico, il fatto notorio potrà essere riferito alla nozione comunemente conosciuta e accettata da parte degli operatori del settore in oggetto.
Per quanto concerne le massime d'esperienza invece, l'art. 115 c.p.c. prevede che il giudice "può ... senza bisogno di prova, porre a fondamento della decisione le nozioni di fatto che rientrano nella comune esperienza". In altre parole, la massima d'esperienza è una regola basata su dati scientifici o su esperienze qualificate nel tempo. Un esempio può essere dato dalle impronte digitali: se un'impronta presenta almeno 16 punti uguali (per forma e posizione) all'impronta dell'imputato, è corretto ritenere che l'imputato sia il soggetto che ha lasciato l'impronta medesima.

## L'assunzione e l'acquisizione

### Il ruolo del dibattimento
L'iniziativa probatoria, dato il modello accusatorio adottato nel processo penale italiano, è quasi esclusivamente riservata alle parti che espongono nel dibattimento. Il giudice provvede all'ammissione delle prove con ordinanza. Residuale è (deve essere) l'intervento del Giudice, ed ossequioso del disposto, per quanto riguarda il dibattimento, dell'art. 507 c.p.p, e in udienza preliminare degli artt. 421-bis e 422 c.p.p.

### I principi giuridici generali
Il principio generale è dunque quello dispositivo, espressamente previsto dall'art.190 c.p.p., per il quale le prove sono ammesse dal giudice a richiesta di parte, salvo che siano contrarie alla legge o manifestamente superflue o irrilevanti. 
Si è dibattuto molto nella dottrina giuridica circa un principio di tassatività della prova, tuttavia il giudice non è totalmente libero: ex art. 189 c.p.p., la prova deve essere idonea ad assicurare l'accertamento dei fatti e al contempo non deve pregiudicare la moralità della persona (188 c.p.p.).

### Il libero convincimento
Il principio del "libero convincimento del giudice" è prevista dall'art. 192 del codice di procedura penale, ovvero il giudice è vincolato a valutare tutti i fatti prodotti dalle parti, ma non ad utilizzare tali fatti necessariamente come prove: motivando la sua decisione può prescinderne o interpretarli diversamente da come sono stati prospettati dall'accusa o dalla difesa, seguendo un percorso logico-conoscitivo. Non occorrono quindi criteri legali di valutazione; quale sia il valore
delle prove legittimamente acquisite nel processo poiché solo al giudice, esattamente come solo a lui compete determinare il significato
della legge..
Il principio del libero convincimento subisce tuttavia alcune deroghe:
- prova indiziaria, ex art.192 comma 2° c.p.p.: l'indizio deve essere grave, preciso e concordante, altrimenti il giudice non può ritenere accertato il fatto. Ciò perché, mentre per una prova diretta si deve solo compiere una sola valutazione sulla bontà della prova, in quella indiziaria si deve compierne un'altra, ovvero anche quella se sia idonea a risalire al fatto collegato. Per gravità invece si intende la capacità dell'indizio di dimostrare il fatto considerando anche la sua resistenza alle obiezioni; la precisione è la non genericità dell'indizio, che altrimenti può portare a varie interpretazioni; la concordanza, infine, il non contrasto con altri indizi;
- chiamata in correità, ex art.192 comma 4° e 5°: deve essere valutata unitamente agli altri elementi di prova che ne confermano l'attendibilità;
- fatto notorio e massime d'esperienza.